# Eat the Phikis
Eat the Phikis è il quarto album in studio del 1996 del gruppo musicale italiano Elio e le Storie Tese.

## Storia
Pubblicato dopo la partecipazione al Festival di Sanremo 1996, l'album contiene il brano La terra dei cachi, classificatosi al secondo posto nella competizione canora.

## Tracce
Testi di Stefano Belisari, Sergio Conforti, Nicola Fasani e Davide Civaschi, eccetto dove diversamente indicato. Gli autori delle musiche sono indicati di seguito.
1. Vincitori o campioni? (intro) – 1:59
2. La terra dei cachi live in Sanremo – 4:21 (Conforti, Belisari, Civaschi, Fasani)
3. Burattino senza fichi – 4:52 (Civaschi, Belisari, Conforti)
4. T.V.U.M.D.B. (feat. Giorgia) – 5:26 (Conforti, Belisari, Panigada)
5. Lo stato A, lo stato B – 4:31 (Belisari, Conforti, Civaschi, Fasani, Panigada)
6. El Pube – 5:03 (Conforti, Fasani, Belisari)
7. Omosessualità – 3:34 (Belisari, Conforti)
8. Mio cuggino (feat. Aldo Baglio) – 5:36 (Conforti, Fasani, Belisari, Civaschi, Panigada)
9. First Me, Second Me (feat. James Taylor) – 3:32 (Conforti, Belisari)
10. Milza – 4:34 (Fasani, Civaschi, Conforti, Belisari)
11. Li immortacci (feat. Giorgia ed Edoardo Vianello) – 4:40 (testo: Edoardo Vianello, Carlo Rossi – musica: Conforti, Belisari, Civaschi, Fasani)
12. Tapparella – 6:31 (Conforti, Civaschi, Belisari)
13. Neanche un minuto di non caco – 15:00 (Conforti, Belisari, Civaschi, Fasani)

## Accoglienza
L'album in Italia è restato al primo posto della Classifica FIMI Album per quattro settimane consecutive e vendendo circa 200 000 copie.

## Copertina
L'artwork dell'album è di Barbara Capponi; l'immagine della copertina è uno squalo con l'apparecchio per i denti. All'interno del libretto si trovano i ritratti dei membri della band, realizzati in pongo.

## Brani musicali

### Vincitori o campioni?
In apertura si sentono le voci di Gennaro Olivieri e Guido Pancaldi, giudici di Giochi senza frontiere, riprese dalla trasmissione Quelli che… il calcio (si può intendere infatti anche Fabio Fazio) che, in francese, annunciano il gruppo impegnato in un'ipotetica gara imminente, con tanto di inizio, nel classico stile che i conduttori usavano durante la loro trasmissione. Seguono brusii di voci dall'Ariston, tra cui spiccano Pippo Baudo e Sabrina Ferilli che precedono l'uscita sul palco degli Elii in occasione del brano successivo. Sembra essere un fuori onda avvenuto durante un intervallo pubblicitario che ipoteticamente precedeva l'esecuzione canora.

### La terra dei cachi
La terra dei cachi è la versione eseguita nella serata finale del Festival (quando i membri del gruppo apparvero vestiti da Rockets), mentre la versione di studio era stata pubblicata prima su singolo, poi sarebbe stata inserita l'anno seguente nella raccolta Del meglio del nostro meglio Vol. 1. La musica fu composta principalmente dal tastierista Rocco Tanica, ma tutta la band contribuì, mentre arrangiamento e direzione d'orchestra sono di Peppe Vessicchio (suo anche il "Pronti, partenza, via!" iniziale). Tra i cantanti dell'orchestra dell'Ariston c'è anche Alex Baroni, che avrebbe partecipato all'edizione successiva del Festival tra le Nuove proposte. Nel testo vengono storpiati alcuni titoli di celebri successi della musica italiana: Papaveri e papere di Nilla Pizzi, La donna cannone di Francesco De Gregori (unico brano non sanremese fra i tre) e Una lacrima sul viso di Bobby Solo diventano rispettivamente "Papaveri e papi, La donna cannolo, Una lacrima sul visto". Ci sono quindi citazioni dell'Aria dalla Suite per orchestra n. 3 BWV 1068 di Johann Sebastian Bach e di In the Flesh dei Pink Floyd. Il "visagista delle dive" di cui si parla è Gil Cagné; "l'Italia non ci sta" è riferito a Oscar Luigi Scalfaro. Una finezza dell'arrangiamento sta nel momento in cui, secondo i tipici canoni della canzone italiana, vi dovrebbe essere una modulazione, ma al contrario Elio resta sulla tonalità originale, mentre per alcune battute gli strumenti eseguono accordi completamente dissonanti.

### Burattino senza fichi
Composta da Elio, Cesareo e Rocco Tanica, è una parodia sui generis del Pinocchio di Collodi. Il titolo è ripreso da Burattino senza fili di Edoardo Bennato. L'organo maschile è menzionato in molteplici suoi sinonimi. Nel brano sono presenti citazioni a Più ci penso di Gianni Bella, al tema, composto da Fiorenzo Carpi, de Le avventure di Pinocchio di Luigi Comencini e It's a Long Way to Tipperary, canzonetta della prima guerra mondiale più volte canticchiata da Snoopy quando impersona l'asso dell'aviazione. L'inizio del brano ricorda l'incipit di Tell Me What You See dei Beatles. Un'altra gustosa "chicca" è quando Elio canta la frase quanto daffare mi do, le cui ultime quattro sillabe sono intonate sulle note musicali Fa♯-Re-Mi-Do. È presente inoltre un riferimento a uno spot televisivo dell'operatrice esoterica Famoso Iole replicato più volte nel corso degli anni novanta dalle tv locali, per quanto riguarda la frase sento una forza dentro che neanch'io so come. Il finale, con la chitarra elettrica e le cornamuse sintetizzate, ricorda molto Both Sides of the Story dell'ex batterista e cantante dei Genesis Phil Collins.

### T.V.U.M.D.B.
La musica fu composta da Rocco Tanica, Elio e Feiez, la cui caratteristica voce in falsetto è ben udibile nel ritornello. Il suo assolo di sax è stato tagliato, isolato ed utilizzato nella traccia Craccracriccrecr, brano d'apertura dell'omonimo album, come omaggio del gruppo all'amico e collega appena scomparso. È cantata in coppia con Giorgia ed è ispirata alle canzoni degli Earth, Wind & Fire, in particolare After the love has gone. Sono citate la colonna sonora de Lo squalo e Buono come il pane di Adriano Celentano. Nel testo c'è un riferimento a Gary Barlow (il "cicciobombo dei Take That" che era sovrappeso); Ciccio bombo viene citato due volte, la seconda volta è "Ciccio Bombo Cannoniere con tre buchi nel sedere", in quel caso si riferiscono ad una nota filastrocca di spirito boccaccesco. È campionata la voce dell'attore Carlo Dapporto dal celebre carosello di un dentifricio, già menzionato in Burattino senza fichi. Vi è anche un'autocitazione: il verso "Senti come grida il peperone" era già comparso nel brano Piattaforma e così il coro "pam!" che segue. La frase "Olfa il gas nervino del santone" è invece riferita a Shōkō Asahara, leader della setta giapponese Aum Shinri Kyo, che nel 1995 si rese protagonista di un terribile attentato nella metropolitana di Tokyo. Compare la misteriosa parola krapac, in realtà un termine senza senso utilizzato da Rocco Tanica per provare il suo vocoder. Al termine della canzone è inserito uno sketch di Marcello Schena.

### Lo stato A, lo stato B
La musica è ripresa da Il concetto di banana, precedente sigla di Mai dire Gol, originariamente creata da Elio e Cesareo, mentre in questa versione ci sono alcune sezioni (introduzione e bridge) aggiunte da Rocco Tanica. Partecipa brevemente Enrico Ruggeri, cantando una parodia di Quello che le donne non dicono, brano di cui è autore, portato al successo da Fiorella Mannoia. Tra le altre citazioni vi è Limb by Limb di Cutty Ranks.

### El Pube
Si tratta di un brano tipicamente salsa, composto principalmente da Rocco Tanica e Faso, con alcuni contributi di Elio. Importante anche l'apporto ritmico delle congas suonate dal percussionista Naco, uno dei percussionisti più affermati del periodo, scomparso prematuramente l'anno stesso in un incidente stradale. Qualche riferimento al testo de La vestaglia di Massimo Ranieri. Il lube è un lubrificante. Al termine della canzone compare una sorta di messaggio apparentemente subliminale, ma si tratta, in realtà, di una famosa barzelletta su Pierino; la voce con cui viene raccontata ricorda in modo notevole la voce finale del brano Warm Regards di Steve Vai. I cori in questo brano sono stati eseguiti da Gevi & Gevi (i fratelli Gevi e Nicola S.), benefattori dell'asta benefica collegata a Radiothon di Radio Deejay i quali con la loro donazione si sono aggiudicati la possibilità di partecipare al disco.

### Omosessualità
Composta principalmente da Elio con alcuni aiuti da Rocco Tanica, è stata premiata da Vladimir Luxuria; l'introduzione riprende A chi di Fausto Leali e ci sono le imitazioni di Stanlio e Ollio e Amanda Lear. In questa canzone il basso è suonato da Elio in quanto Faso ha sempre affermato di detestare l'extreme metal e l'hardcore punk e di non voler suonare brani in questi stili.

### Mio cuggino
Celebre brano della band, composto principalmente "a sei mani" da Rocco Tanica, Faso ed Elio, con qualche piccolo contributo di Cesareo e Feiez. Cita moltissime leggende metropolitane; partecipa anche Aldo di Aldo, Giovanni & Giacomo come voce aggiuntiva; ci sono citazioni di Autobahn dei Kraftwerk, la voce di Ike Willis in Sy Borg di Frank Zappa, il percussionista Naco che imita la voce di Tullio De Piscopo.

### First Me, Second Me
Questa canzone, scritta da Rocco Tanica ed Elio, è divisa in due parti, "First me" e "Second me". La seconda parte è un remake di The Peak of the Mountain, canzone inedita composta dal gruppo anni prima del debutto discografico, ed eseguita spesso dal vivo; qui è cantata da James Taylor. Il testo, che è una traduzione parola-per-parola dall'italiano all'inglese, è, ovviamente, pieno di grossolani errori grammaticali e può risultare totalmente privo di senso per un madrelingua inglese.
Rocco Tanica, in un'intervista ha dichiarato di essere da sempre un grande estimatore di James Taylor. Caso volle che il cantautore statunitense si trovasse nello stesso studio di registrazione di Rocco Tanica che riuscì a convincerlo a partecipare alla canzone.

### Milza
Brano scritto principalmente da Faso, Cesareo e Rocco Tanica, con qualche piccolo contributo di Elio, è vagamente ispirato al nuovo corso artistico di Franco Battiato. Con i suoi molteplici cambi di tempo e l'assolo di tastiere, ricorda molto lo stile progressive dei Genesis e, nel ritornello, dei Dream Theater. Di seguito al brano si ascolta un intermezzo dialogato, in dialetto veneto con un estemporaneo riferimento al gruppo piemontese Yo Yo Mundi. Le voci sono dei fratelli Gevi e Nicola S. vincitori di un concorso di Radio DeeJay che caldeggiano l'acquisto dell'ultimo disco della band piuttosto che di quello degli Elii.

### Li immortacci
Brano scritto principalmente da Rocco Tanica, a cui contribuì comunque tutta la band. Con il testo in romanesco, è cantata con Giorgia nell'introduzione, mentre Edoardo Vianello canta il ritornello, su una melodia volutamente molto simile a quella della sua hit I Watussi, tanto che il brano porta anche le firme sua e di Carlo Rossi. Gli "immortacci", tutti storici estinti della scena pop-rock mondiale che invece vivrebbero ancora, sotto mentite spoglie, nei quartieri di Roma, sono Jimi Hendrix (er Chitara, detto anche Vuducialdaro, dalla sua Voodoo Child), Freddie Mercury (er Mafrodito), Bob Marley (er Rastamanno), Elvis Presley (er Pelvicaro), Jim Morrison (er Lucertolaro, che con su' madre vole fa du' zompi, citazione da The End), John Lennon (er Quattrocchi immaginaro), Luigi Tenco (er Vedraro), Ian Curtis (l'Impiccato), Kurt Cobain (er Fucilense), Brian Jones (er Piscina, con annesso riferimento ai Rolling Stones di cui Jones era membro: il testo recita "se ne vanno (…) dar Piscina a fa' li sassi rotolà"); incerta è l'identità di "Er Tromba", fra Louis Armstrong, Miles Davis e Chet Baker. Sono inoltre citati, Hailé Selassié, Federico Monti Arduini (il Guardiano del Faro), Lisa Marie Presley, Michael Jackson ("er Trilleraro, che se chiama Micheletto ma er negretto nun vo' fà", all'epoca marito della Presley) e il Canaro, personaggio salito alle cronache per un violento delitto avvenuto verso la fine degli anni ottanta. Musicalmente si ha una citazione da We Are the Champions dei Queen, e nella parte dedicata a Morrison, il testo richiama The End dei Doors. "Mia cugina la Todrara" invece è riferito a Giorgia stessa, che di cognome fa Todrani.

### Tapparella
È uno dei brani più popolari della band, da molti considerato il loro capolavoro. La musica fu composta da Rocco Tanica (ritornello, bridge e finale) e Cesareo (strofe), con qualche piccolo contributo di Elio, il quale ne scrisse il testo. Sono citate Little Wing e Hey Joe di Jimi Hendrix, Madre Dolcissima di Zucchero Fornaciari, Luglio, Agosto, Settembre (Nero) degli Area e Impressioni di settembre della Premiata Forneria Marconi. Il coro Forza, Panino, che fa il verso ai cori da stadio e – nelle movenze – a quello di Radio Ga Ga dei Queen, è diventato il momento culminante di tutti gli show del gruppo. Il "Panino" in questione non è altri che Feiez. Il finale del pezzo rende omaggio a quello di Smoke on the Water dei Deep Purple nella versione live di Made in Japan (che sarà anche il titolo del primo disco dal vivo degli Elii). La stessa citazione compare nella versione di studio de La terra dei cachi, ripetuta ad libitum. Nel brano è nascosta una traccia fantasma che si può ascoltare facendo suonare il brano al contrario e rallentandone la velocità.

### Neanche un minuto di non caco
È La terra dei cachi concentrata in 55 secondi, sempre nel corso del Sanremo, allorché, secondo il regolamento di quell'edizione, l'artista partecipante doveva eseguire un estratto del proprio brano della durata di un minuto: Elio e le Storie Tese, dissacranti come al solito, scelsero di suonarlo quasi tutto, in versione velocizzata. Il titolo è ripreso dalla canzone Neanche un minuto di non amore di Lucio Battisti.

### Tracce nascoste
L'ultimo brano Neanche un minuto di non caco dura 15 minuti (tracce nascoste comprese), sebbene la vera e propria durata è di 1 minuto e 23 secondi. Dopo tre minuti di silenzio dall'ultimo brano, al minuto 4:23 si può ascoltare un'altra versione di T.V.U.M.D.B., annunciata da una voce sintetizzata che specifica "Attenzione, nel prossimo brano c'è troppo poco eco". Al termine, dopo altri tre minuti di silenzio (9:20 - 12:20), inizia un'altra traccia nascosta, registrata al contrario ed estremamente velocizzata, e che quindi deve essere decifrata digitalmente (operazione che, nel 1996, risultava meno accessibile rispetto ai giorni nostri). Questa seconda traccia nascosta include alcune registrazioni del gruppo durante le prove; tra queste, è presente una versione embrionale di La terra dei cachi, alcuni dialoghi, una prova di Tapparella e di quella che poi sarebbe diventata Bis (brano incluso in Craccracriccrecr, uscito nel 1999).

## Classifiche
| Classifica (1996) | Posizione massima |
| ----------------- | ----------------- |
| Italia            | 1                 |

## Formazione
- Elio - voce, flauto traverso, basso in Omosessualità
- Rocco Tanica - tastiere
- Cesareo - chitarre
- Faso -  basso
- Feiez - sassofono, chitarra ritmica, voce, tastiere
- Christian Meyer - batteria

Altri musicisti
- Orchestra di Musica Leggera della RAI – orchestra in La terra dei cachi live in Sanremo e Neanche un minuto di non caco
- Peppe Vessicchio – arrangiamento e direzione d'orchestra in La terra dei cachi (live in Sanremo) e Neanche un minuto di non caco
- Curt Cress – batteria in Burattino senza fichi e Tapparella
- Demo Morselli – tromba e arrangiamento fiati in Burattino senza fichi, T.V.U.M.D.B. e Li immortacci
- Daniele Comoglio – sassofono in Burattino senza fichi, Mio cuggino e Li immortacci
- Ambrogio Frigerio – trombone in Burattino senza fichi, T.V.U.M.D.B., El Pube e Li immortacci
- Giorgia – voce in T.V.U.M.D.B. e Li immortacci
- Naco – percussioni in T.V.U.M.D.B., El Pube e Mio cuggino
- Vinnie Colaiuta – batteria in Lo stato A, lo stato B, El Pube, Mio cuggino e Milza
- Enrico Ruggeri – voce in Lo stato A, lo stato B
- Vittorio Cosma – voce e tastiera in Tapparella
- Rolando – voce recitante in Mio cuggino
- Tenores di Neoneli – voci in Mio cuggino
- Onofrio Cocco – voce in Mio cuggino
- James Taylor – voce in First Me, Second Me
- Edoardo Vianello – voce in Li immortacci
- Jantoman (Antonello Aguzzi) – tastiera